# Robert Witka
Robert Witka (Przasnysz, 27 luglio 1981) è un ex cestista e allenatore di pallacanestro polacco.

## Carriera
È alto 205 centimetri e pesa circa 105 chili, occupava il ruolo di ala grande. Giocando nell'Anwil Włocławek, società del campionato polacco, ha vinto il titolo nazionale nella stagione 2002-03.
Con la Polonia ha disputato due edizioni dei Campionati europei (2007, 2009).

## Palmarès

### Giocatore
- Campionato polacco: 1

Asseco Prokom Gdynia: 2011-12
- Coppa di Polonia: 1

Rosa Radom: 2016
- Supercoppa polacca: 2

Prokom Gdynia: 2010
Rosa Radom: 2016